# اف‌اچ‌آی−ایمز
اف اچ آی ایمز یا بسته شبیه‌سازی ملکولی التدا به ساکن مؤسسه فیتز هابر (گاهی به اختصار ایمز خوانده می‌شود)(به انگلیسی:fhi-aims or Institute Fritz Haber ab initio molecular simulations) یک بسته نرم‌افزاری برای علم محاسبات مولکولی و مواد است که در فرترن نوشته شده‌است. از نظریه تابعی چگالی و تئوری اختلال بس ذره ای برای شبیه‌سازی خواص شیمیایی و فیزیکی اتم‌ها، مولکول‌ها، نانوساختارها، جامدات و سطوح استفاده می‌کند. این مجموعه در ابتدا در مؤسسه فریتز هابر در برلین توسعه یافت و توسعه مداوم کد منبع اف اچ آی ایمز اکنون توسط یک جامعه جهانی از مؤسسات تحقیقاتی همکار هدایت می‌شود.

## بررسی اجمالی
بسته نرم‌افزاری اف اچ آی ایمز یک کد ساختار الکترونیکی تمام الکترونی و با پتانسیل کامل است که از توابع پایه اتم محور عددی برای محاسبات ساختار الکترونیکی خود استفاده می‌کند. مجموعه پایه جایگزیده، پردازش دقیق همه الکترون‌ها را در یک پایه در سیستم‌های تناوبی و غیر تناوبی بدون تکیه بر تقریب حالت‌های هسته، مانند شبه پتانسیل‌ها، امکان‌پذیر می‌سازد. نکته مهم این است که مجموعه‌های پایه دقت عددی بالایی را با بهترین روش‌های مرجع تمام الکترونی موجود امکان‌پذیر می‌کنند در حالی که تا اندازه‌های سیستم تا چندین هزار اتم مقیاس‌پذیر باقی می‌مانند. برای دستیابی به این امر برای جامدات حجیم، سطوح یا دیگر سیستم‌ها و مولکول‌های کم‌بعد، انتخاب توابع پایه بسیار مهم است. حجم کار شبیه‌سازی‌ها برای محاسبات موازی با استفاده از پروتکل ارتباطی رابط فرستادن پیام MPI قابل توزیع است. این کد به‌طور معمول بر روی پلتفرم‌های مختلف از لپ‌تاپ گرفته تا ابررایانه‌های موازی توزیع شده با ده هزار پردازنده استفاده می‌شود و مقیاس‌پذیری کد تا ۱۰۰۰۰۰ پردازنده آزمایش شده‌است.
روش‌های هدف در تولید اولیه ایمیز، نظریه تابعی چگالی و همچنین روش‌های بس ذره ای و رویکردهای شیمی کوانتومی سطح بالاتر است. برای بهبود از تقریب تبادلی - همبستگی، تقریب‌های چگالی موضعی (LDA)، نیمه موضعی (به عنوان مثال، PBE, PBEsol)، متا-GGA، و ترکیبی (به عنوان مثال، HSE06، B3LYP) استفاده شده‌است. اوربیتال‌های به دست آمده را می‌توان در چارچوب نظریه اختلال بس ذره ای، مانند نظریه اختلال مولر-پلست یا تقریب جی دبلیو استفاده کرد. علاوه بر این، خواص ترمودینامیکی مولکول‌ها و جامدات از طریق دینامیک مولکولی بورن−اوپنهایمر و روش‌های دینامیک مولکولی انتگرال مسیر قابل دسترسی است. اولین قدم بسط اوربیتال‌های کوهن شم Ψ i (r) به مجموعه ای از تابع پایه {Φ j (r)} است.
{{{1}}}
از آنجایی که افی اچ آی ایمز یک کد تمام الکترونی با پتانسیل کامل است که از نظر محاسباتی بدون به خطر انداختن دقت کارآمد است، انتخاب تابع پایه برای دستیابی به دقت مذکور بسیار مهم است؛ بنابراین، اهداف اف اچ آی ایمز بر اساس جدول‌بندی عددی اتم‌−مرکز اوربیتال‌های(NAOs) به شکل زیر است:
Φ j (r) = μ j (r)/r Υ lm (Ω)
همان‌طور که از نام آن پیداست، شکل شعاعی u j (r) به صورت عددی جدول‌بندی شده‌است و بنابراین کاملاً انعطاف‌پذیر است. این امکان ایجاد مجموعه‌های پایه وابسته به عنصر بهینه‌شده را فراهم می‌کند که تا حد امکان فشرده باشند و در عین حال دقت بالا و قابل انتقال را در محاسبات تولید تا همگرایی انرژی کل سطح میلی الکترون ولت حفظ کنند. برای به دست آوردن ϕ j (r) با ارزش واقعی، Y lm (Ω) در اینجا قسمت‌های واقعی (m=0,... ,l) و قسمت‌های موهومی (m=−l,... ,-1) مختلط را نشان می‌دهد. هارمونیک‌های کروی، با l یک تابع ضمنی از شاخص تابع شعاعی j است.

## تاریخ
اولین خط کد کد واقعی اف اچی آی ایمز در اواخر سال ۲۰۰۴ با استفاده از حل کننده اتمی بکار گرفته شده در بسته برنامه شبه پتانسیل مؤسسه فریتز هابر fhi98PP به عنوان پایه ای برای به دست آوردن توابع شعاعی برای استفاده به عنوان توابع پایه نوشته شد. اولین پیشرفت‌ها گسترده از مجموعه عالی فن‌آوری‌های عددی که در چندین نشریه توسط برنارد دلی و همکارانش در زمینه کد DMol3، و همچنین از بسیاری از پیشرفت‌های روش‌شناختی گسترده‌تر منتشر شده در جامعه نظریه ساختار الکترونی در طی سالیتان متمادی در، سود بردند. تلاش‌های اولیه تعریف شده در اهداف اف اچ آی ایمز بر ایجاد یک مجموعه کامل پایه‌های اتم مرکزی برای تئوری تابعی چگالی از دقت سبک تا دقت بسیار دقیق (چند مگا الکترون ولت/اتم) برای انرژی‌های کل سیستم متمرکز بود، که برای همه عناصر مرتبط (اعداد اتی تا ۱۰۲) در سراسر جدول تناوبی در دسترس است.
تا سال ۲۰۰۶، کار بر روی عملکرد موازی، پشتیبانی از شرایط مرزی تناوبی، گرادیان انرژی کل (نیروها) و مبادله دقیق و تئوری اختشاش چند جسمی آغاز شد. در ۱۸ مه ۲۰۰۹، یک نسخه رسمی اولیه از کد، "۰۵۱۸۰۹" در دسترس قرار گرفت و پایه ای برای گسترش پایگاه کاربر و توسعه دهنده کد ایجاد کرد.